# Тупицын, Григорий Афанасьевич
Григорий Афанасьевич Тупицын (6 января 1915 — 27 июня 1983) — старший химист 66-го отдельного отряда дегазации и дымомаскировки Днепровской военной флотилии, краснофлотец. Герой Советского Союза.

## Биография
Родился 6 января 1915 года в деревне Тупицыно (ныне Пестяковский район Ивановской области). Русский. В детстве с родителями переехал под Нижний Новгород. Окончил начальную школу и ФЗУ в затоне «40 лет Октября». Работал столяром в деревообделочном цехе.
В апреле 1942 года был призван в Военно-Морской флот. После окончания Ярославской химической школы Военно-Морского флота некоторое время находился в составе Сталинградского флотского полуэкипажа. Оттуда получил направление в отряд судоподъёма и аварийно-спасательной службы. После расформирования Волжской военной флотилии служил на Днепровской флотилии. С мая 1944 года участвовал в боях. Участвовал в 18-дневном походе бронекатеров Днепровской флотилии по рекам Белорусского Полесья в тылу врага.
Действия моряков-десантников в тылу врага способствовали наступлению 61-армии. Для усиления десантных групп в их состав были включены моряки 66-го отдельного отряда дегазации и дымомаскировки. В одной из таких групп сражался и краснофлотец Тупицын. Он участвовал в разведке берегов реки Припять и высадке первых десантов.
После освобождения Бобруйска корабли сосредоточились в устье Припяти в полосе наступления 61-армии. В условиях заболоченной местности, отсутствия сплошного фронта флотилия решала задачи по перебазированию войск в исходные районы для наступления, по высадке десантов в глубоком тылу противника и захвату его важных опорных пунктов и узлов обороны. Практически всегда это сопровождалось налётами вражеской авиации и тяжёлыми артиллерийскими обстрелами.
В боях за город Пинск Григорий Афанасьевич Тупицын участвовал в отражении 27 вражеских контратак. В боях он подбил два танка, уничтожил несколько пулемётных точек с расчётами и около 30 гитлеровцев. Указом Президиума Верховного Совета СССР от 7 марта 1945 года за мужество и героизм, проявленные в борьбе с немецко-фашистскими захватчиками, краснофлотцу Тупицыну Григорию Афанасьевичу присвоено звание Героя Советского Союза с вручением ордена Ленина и медали «Золотая Звезда» (№ 58582).
После награждения продолжал воевать в составе Днепровской флотилии Обеспечивал форсирование рек Висла, Одер, Шпрее. День Победы встретил в Берлине.
После демобилизации в 1946 году вернулся в город Горький. Работал сначала столяром, а затем мастером судостроительно-судоремонтного завода им. 40-й годовщины Октября. В 1959 году с семьёй переехал в город Барнаул. До выхода на пенсию в 1973 году работал столяром во Дворце культуры посёлка Южный. Скончался 27 июня 1983 года.

## Память
- Имя Григория Афанасьевича Тупицына увековечено на Мемориале Славы в Барнауле.
- Улица Тупицына в пгт Пестяки Пестяковского района Ивановской области.
- Улица Героя Тупицына в п.Октябрьский, ГО г.Бор, Нижегородской обл.

## Награды
- Звание Героя Советского Союза:
  - медаль «Золотая Звезда» (№ 58582);
  - орден Ленина;
- медали.